# Krajský přebor – Hradec Králové 1952
Krajský přebor – Hradec Králové 1952 byla  jednou z 20 skupin 2. nejvyšší fotbalové soutěže v Československu. V soutěži se utkalo 12 týmů každý s každým dvoukolovým systémem jaro-podzim. 

## Konečná tabulka
| Poř. | Tým                            | Z  | V  | R | P  | VG  | OG  | B  |
| ---- | ------------------------------ | -- | -- | - | -- | --- | --- | -- |
| 1.   | Škoda Hradec Králové           | 22 | 17 | 3 | 2  | 103 | 21  | 37 |
| 2.   | Úpolen Úpice                   | 22 | 17 | 1 | 4  | 95  | 36  | 35 |
| 3.   | Rubena Náchod                  | 22 | 14 | 3 | 5  | 91  | 31  | 31 |
| 4.   | ZAZ Jaroměř                    | 22 | 15 | 1 | 6  | 67  | 50  | 31 |
| 5.   | MAJ Hronov                     | 22 | 14 | 0 | 8  | 76  | 50  | 28 |
| 6.   | Slavia Hradec Králové          | 22 | 11 | 0 | 11 | 71  | 62  | 22 |
| 7.   | Sokol Chlumec nad Cidlinou     | 22 | 8  | 2 | 12 | 56  | 77  | 18 |
| 8.   | Kožena Třebechovice pod Orebem | 22 | 7  | 1 | 14 | 48  | 85  | 15 |
| 9.   | Sokol Častolovice              | 22 | 5  | 3 | 14 | 41  | 79  | 13 |
| 10.  | Agro Jičín                     | 22 | 5  | 2 | 15 | 45  | 99  | 12 |
| 11.  | Nopaka Nová Paka               | 22 | 4  | 3 | 15 | 42  | 88  | 11 |
| 12.  | VUD Žacléř                     | 22 | 3  | 5 | 14 | 47  | 101 | 11 |

Poznámky:
- Z = Odehrané zápasy; V = Vítězství; R = Remízy; P = Prohry; VG = Vstřelené góly; OG = Obdržené góly; B = Body;